# Grosse Pointe Garden Society
Grosse Pointe Garden Society est une série télévisée américaine en treize épisodes de 42 minutes écrite et créée par Jenna Bans et Bill Krebs, diffusée entre le 23 février et le 16 mai 2025 sur le réseau NBC et en simultané sur le réseau Citytv au Canada.
Cette série est inédite dans tous les pays francophones.

## Synopsis
Quatre membres d'un club de jardinage en banlieue de Grosse Pointe, Michigan, se retrouvent impliqués dans une série de meurtres.

## Distribution

### Acteurs principaux
- Melissa Fumero : Birdie
- Aja Naomi King : Catherine
- Ben Rappaport : Brett
- AnnaSophia Robb : Alice
- Matthew Davis : Joel
- Alexander Hodge (en) : Doug
- Nancy Travis : Patty
- Felix Wolfe : Ford

### Acteurs récurrents et invités
- Jocko Sims : Tucker, le mari de Catherine
- Nora Zehetner : Melissa, l'ex-femme de Brett
- Saamer Usmani (en) : Gary
- Josh Ventura : Connor, nouveau mari de Melissa

## Production
Le projet débute en novembre 2022,. Le pilote a finalement été commandé en février 2024 qui sera réalisé par Maggie Kiley (en).
Le casting principal débute en avril 2024 avec Melissa Fumero, AnnaSophia Robb et Ben Rappaport, Matthew Davis et Alexander Hodge, Aja Naomi King, Nancy Travis et Felix Avitia.
La série reste en considération lors des Upfronts à la mi-mai 2024, et est commandée le 19 juillet 2024.
En janvier 2025, la production invite Jocko Sims, Saamer Usmani, Josh Ventura et Nora Zehetner.
Le 18 mars 2025, après de faibles audiences des quatre premiers épisodes, NBC annonce le déplacement de la série au vendredi dès le septième épisode. La série est annulée le 27 juin.

## Épisodes
1. Pilot
2. Pests
3. Companion Planting
4. Force of Nature
5. Pollination
6. Plant Parenthood
7. Germination
8. The Frost
9. The Cup
10. Seasons
11. Monaco Under the Stars
12. The Fallow Period
13. Bad Seeds